# Paphiopedilum emersonii
Espèce
Classification phylogénétique
Statut de conservation UICN

 CR A2c : 
En danger critique
Statut CITES
Paphiopedilum emersonii est une espèce de plantes à fleurs de la famille des Orchidaceae (les orchidées) trouvée en Chine et au Viêt Nam.

## Description
Paphiopedilum emersonii est une orchidée lithophyte ou terrestre. Au contraire des autres espèces du sous-genre Parvisepalum, Paphiopedilum emersonii possède de grandes feuilles vertes uniformes et épaisses et une fleur ayant de gros pétales et un label relativement petit. Paphiopedilum emersonii compte 4 à 7 feuilles, ovales, de 8 à 13 cm de long par 2,6 à 3,8 cm de large. Elles peuvent avoir jusqu’à 20 cm de long. Ces feuilles sont vertes sur le dessus et vert pâle en dessous. Chez les jeunes plants, le dessus de la feuille peut être tacheté de vert pâle et vert foncé.
La tige mesure 10 à 12 cm de long et est recouverte d’un duvet épars blanc. Au sommet de cette tige, Paphiopedilum emersonii produit une fleur large et blanche, avec un label jaune et le staminode est jaune, marqué de rouge. Rarement, il peut produire 2 fleurs sur la même tige. La fleur fait 8 à 20 cm de diamètre, d’une couleur variant du blanc au blanc-pourpre. Le label est jaunâtre ou blanchâtre et l’intérieur est tacheté de violet foncé. Le staminode est de couleur crème tacheté de rouge ou de brun-rougeâtre. Le sépale dorsal est de forme elliptique-ovée, 4 cm de long par 3 cm de large et est recouvert de poils sur les 2 faces. Le synsépale est largement elliptique (3,5 cm × 3,5 cm) et pubescent. Les pétales sont largement elliptiques à orbiculaires, 4,5 cm de diamètre, et légèrement pubescents. Le label est globuleux à ovoïde, 3,5 cm de long par 3 cm de large. Le staminode est subové 2 cm de long par 1 cm de large.
Les variations entre chaque clone sont significatives. Les variations se situent surtout au niveau de la forme des pétales et de la couleur du label. Les populations rencontrées au nord du Vietnam ont des pétales blanc pur, plus ou moins marqués de pourpre à la base. Le label est jaune, jaune-rosé ou rose-orangé. La forme et la grosseur de la fleur varie grandement, elle peut être relativement plate ou plus en forme de coupe.
Paphiopedilum emersonii ne développe pas de stolons. Il ne forme pas de colonie, le plant est seul et présente quelques pousses sympodiales densément rapprochées.
Paphiopedilum emersonii fleurit de mars à mai.

## Habitat
Paphiopedilum emersonii pousse habituellement sur des pentes abruptes et ombragées, composées de roches calcaires, semblable à du marbre. Il pousse dans les forêts de conifères, dans les endroits rocheux, sur les pentes calcaires, ombragées et humides, à une altitude variant de 600 à 700 m.
L’habitat de Paphiopedilum emersonii est particulièrement riche en plantes herbacées. On y retrouve aussi une grande diversité de fougères épiphytes, lithophytes et terrestres.
Paphiopedilum emersonii pousse dans la zone de mousson tropicale. Les hivers y sont froids et secs et l’été est chaud et pluvieux. La région est relativement sèche de novembre à la mi-avril, ne recevant que peu de pluie durant cette période. Durant l’hiver, la température varie de 14 à 17 °C avec des chutes de mercure occasionnelles jusqu’à 3-5 °C durant les nuits de janvier et février. La plus froide température mesurée dans cette région est de -1 °C.
L’été est chaud et la période des pluies se situe de juin à août. La température durant l’été varie de 26 à 30 °C et dépasse rarement 35 à 38 °C. Les précipitations varient entre 15 et 20 cm dans les vallées jusqu’à 300 à 350 cm au sommet des montagnes. Les brouillards épais sont communs au sommet des montagnes, et ce, durant toute l’année.

## Distribution
On retrouve Paphiopedilum emersonii dans les provinces de Guangxi et au sud de la province de Guizhou (Chine) et dans les provinces de Bac Kan et Thai Nguyen, au nord du Viêt Nam.
Plusieurs populations de Paphiopedilum emersonii que l’on retrouve dans la nature ont été pillées par des collectionneurs commerciaux. Quelques populations restées intactes ont été trouvées récemment dans des endroits reculés au nord du Vietnam. Ces rares populations ont permis d’étudier l’habitat et les caractéristiques de P. emersonii.